# Nicolai Ramm Østgård
Nicolai Ramm Østgård, né le 30 octobre 1885 à Oslo et mort le 20 juin 1958, est un dirigeant sportif norvégien, qui fut président de la Fédération internationale de ski entre 1934 et 1951, laissant sa place à Marc Hodler.
Avant d'exercer une carrière de dirigeant, il fut colonel, champion de Norvège de football, et participa à l'essor du ski alpin en étant tout d'abord compétiteur puis en tant que dirigeant. Avant d'être le président de la FIS, il en fut le vice-président entre 1928 et 1934 puis après 1951 il en fut le président d'honneur jusqu'à son décès.

## Distinctions
- Chevalier de la Légion d'honneur.
- Chevalier de l'ordre royal de l'Étoile polaire.